# Burkersreuth
Burkersreuth ist ein Gemeindeteil der Stadt Helmbrechts im Landkreis Hof (Oberfranken, Bayern). Burkersreuth liegt in der Gemarkung Wüstenselbitz.

## Geografie
Das Dorf bildet mit Wüstenselbitz im Nordosten eine geschlossene Siedlung. Diese liegt am Nordhang des 655 m ü. NHN hohen Brücklasberges sowie am südöstlichen Fuß des 699 m ü. NHN hohen Reussenberges. Die Kreisstraße HO 23 führt nach Wüstenselbitz (0,8 km nordöstlich) bzw. an Einzeln bei Ahornis vorbei nach Dreschersreuth (1,3 km südwestlich). Zudem führt eine Gemeindestraße zum Gipfelbereich des Reussenberges, wo sich die Sportanlagen des FC Wüstenselbitz befinden (1,1 km nordwestlich). Um den alten Ortskern hat sich ein modernes Wohngebiet entwickelt; zur Infrastruktur gehören ein Gast- sowie ein Gästehaus.

## Geschichte
Der frühere Ortsname lautete „Brücklasreuth“, in späteren Zeiten wurde es vorübergehend „Burkhardtsreuth“ genannt. Der Ort wurde im Jahr 1388 durch den Nürnberger Burggrafen Friedrich V. erworben, wodurch es in den Besitz der Hohenzollern gelangte und von diesen nach 1422 dem Gerichtsbezirk Helmbrechts zugeordnet wurde. Im Jahr 1408 bestand der Ort aus 17 Höfen und in der Nähe befand sich der sogenannte Jaythof, bei dem es sich wahrscheinlich um einen noch aus der Zeit der Walpoten stammenden Jagdhof handelte. Der Standort des Hofes lag vermutlich am Nordosthang des 708 m ü. NHN hohen Hohberges, der sich eineinhalb Kilometer westlich des Dorfes erhebt. In Burkersreuth erinnert der Straßenname Zum Jaydthof daran.
Gegen Ende des 18. Jahrhunderts bestand Burkersreuth aus 13 Anwesen. Die Hochgerichtsbarkeit und die Dorf- und Gemeindeherrschaft stand dem bayreuthischen Stadtvogteiamt Helmbrechts zu. Grundherren waren das Stadtvogteiamt Helmbrechts (3 Halbhöfe, 2 Drittelhöfe, 1 Viertelhof, 1 Sechstelhof, 4 Tropfhäuser) und die Pfarrei Helmbrechts (2 Viertelhöfe).
Von 1797 bis 1810 unterstand Burkersreuth dem Justiz- und Kammeramt Münchberg. Infolge des Ersten Gemeindeedikts wurde Burkersreuth dem 1812 gebildeten Steuerdistrikt Wüstenselbitz und der zugleich entstandenen Ruralgemeinde Wüstenselbitz zugewiesen. Im Zuge der Gebietsreform in Bayern wurde Burkersreuth am 1. Juli 1972 nach Helmbrechts eingemeindet.

### Ehemaliges Baudenkmal
- Haus Nr. 3: Eingeschossiger Wohnstallbau, wohl noch 18. Jahrhundert, mit strohgedecktem Satteldach, Giebel zum Teil verschalt.[9]

### Einwohnerentwicklung
| Jahr      | 001812 | 001819 | 001861 | 001871 | 001885 | 001900 | 001925 | 001950 | 001961 | 001970 | 001987 |
| Einwohner | 75     | *      | 210    | 255    | 239    | 193    | 169    | 181    | 155    | 155    | 122    |
| Häuser    | 23     |        |        |        | 28     | 31     | 31     | 33     | 35     |        | 42     |
| Quelle    | [ 7 ]  | [ 11 ] | [ 12 ] | [ 13 ] | [ 14 ] | [ 15 ] | [ 16 ] | [ 17 ] | [ 18 ] | [ 19 ] | [ 1 ]  |

## Religion
Burkersreuth ist seit der Reformation evangelisch-lutherisch geprägt und war ursprünglich nach St. Johannes der Täufer (Helmbrechts) gepfarrt, seit den 1920er Jahren ist die Pfarrei Wüstenselbitz zuständig.